# 苏独仑镇
苏独仑镇，是中华人民共和国内蒙古自治区巴彦淖尔市乌拉特前旗下辖的一个镇。
2012年1月20日，内蒙古自治区人民政府批复同意从大佘太镇划出部分区域，设置苏独仑镇，苏独仑镇辖苏独仑、永和、圐圙补隆、瓦窑滩、召圪台6个村，镇人民政府驻苏独仑。

## 行政区划
苏独仑镇下辖以下村级行政区划单位：
圐圙补隆村、瓦窑滩村、召圪台村、苏独仑村和永和村。